# I Love Techno 2011
 I Love Techno 2011 è il quarto album del gruppo francese Cassius, pubblicato nel 2011.

## Tracce
1. Pocket Piano (Bauguil / Mehdi Favéris-Essadi) - 1:49
2. Rubidrama (Torb) - 3:39
3. Who Are You Where Do You Come From (Joe Cocherell) - 2:21
4. Fruit of the Room (Steve Rachmad) - 6:28
5. You Think You Think (The Sneaker) - 4:00
6. Three O' Three (Jochem Paap) - 2:46
7. The Sound of Violence [Reggae Rock Dub] (Boombass / Steve Edwards / Zdar) - 5:11
8. Quicksand (Marcel Dettmann) - 1:49
9. 303 Indigenous (Larry Heard) - 2:09
10. Threee [Deetron Mix] (Sam Geiser / Raphael Ripperton) - 1:53
11. Yours (Steffie Doms / Virginia Högl) - 4:36
12. Variance (David Sumner) - 3:14
13. H.O.U.S.E. [Arttu Remix] (G.J. Bijl) - 5:00
14. Nexx (Zinc) - 3:39
15. It's a Love Thing [Sigg Gonzales Island Mix] (René Pawlowitz) - 3:16
16. Join the Tribe (DJ Dig-It / DJ EFX) - 4:13
17. MD (Mike Dehnert) - 1:14
18. Recall (Tadd Mullinix) - 1:49
19. Bounce Your Body to the Box [Power Hit Mix] (Santonio Echols / Kevin Saunderson) - 5:24
20. Avalanche (Terminal Velocity) (Erol Alkan / Alex Ridha) - 4:00
21. Equalized #002 A (René Pawlowitz) - 2:42
22. Close to Everything [The Martin Brothers Remix] (George Lewis Jr. / Mike Silver) - 2:17
23. Work Me Baby [Rootstrax Version] (DJ Deep) - 1:32
24. I <3 U So (Boombass / Anthony John Camillo / Mary Jane Sawyer / Zdar) - 2:48